# Conan Ledesma
Jeremías Conan Ledesma (ur. 13 lutego 1993 w Pergamino) – argentyński piłkarz pochodzenia włoskiego występujący na pozycji bramkarza, od 2024 roku zawodnik River Plate.